# You’re My Better Half
«You’re My Better Half» — песня в стиле кантри австралийского исполнителя кантри-музыки Кита Урбана. Это второй сингл с его студийного альбома «Be Here» 2005 года, которая стала хитом поднимаясь до позиции № 2 в чарте Hot Country Songs в США по версии журнала Billboard.

## Список композиций
1. You’re My Better Half (Edit) 3:56
2. You’re My Better Half (Album Version) 4:12
3. Days Go By (Acoustic)

## Позиции в чартах
| Чарт 2005 года                              | Наивысшая позиция |
| ------------------------------------------- | ----------------- |
| U.S. Billboard Hot Country Singles & Tracks | 2                 |
| U.S. Billboard Hot 100                      | 33                |
| Australia ARIA Charts                       | 34                |